# Dalton Grant
Dalton Grant est un sauteur en hauteur britannique né le 8 avril 1966 à Londres. Il mesure 1,86 m pour 76 kg.
À noter qu'il saute encore en 2009 à 43 ans : 2,08 m à Hustopece (République Tchèque) le 24 janvier 2009 et à Banská Bystrica (Slovaquie) le 11 février 2009.
À 38 ans, il a franchi 2,24 m à Loughborough (Angleterre) le 6 juin 2004, performance identique à celle réalisée en 1968 pour que (Richard) Dick Fosbury devienne Champion olympique à Mexico (Mexique).

## Palmarès
- Record en plein air : 2,36 m à Tokyo (Japon) le 1er septembre 1991
- Record en salle : 2,37 m à Paris (Bercy) le 13 mars 1994

### Championnats d'Europe en salle
- Vainqueur des Championnats d'Europe en salle le 13 mars 1994 Paris (Bercy) avec 2,37 m

### Championnats du monde
- 4e des Championnats du monde le 1er septembre 1991 à ToKyo (Japon) avec 2,36 m

### Championnats du monde en salle
- 8e des Championnats du monde en salle le 7 mars 1987 à Indianapolis (États-Unis) avec 2,28 m
- 4e des Championnats du monde en salle le 4 mars 1989 à Budapest (Hongrie) avec 2,35 m
- 4e des Championnats du monde en salle le 14 mars 1993 à Toronto (Canada) avec 2,34 m
- 8e des Championnats du monde en salle le 12 mars 1995 à Barcelone (Espagne) avec 2,28 m

### Coupe du monde des nations
- 6e de la Coupe du monde des nations à Johannesbourg, le 13 septembre 1998.